# 伊斯尼斯航空
伊斯尼斯航空（蒙古语：Изинис Эйрвэйз 英語：）曾是一家位於蒙古国的航空公司，成立於2006年，經營蒙古的國內航線為主，基地位於烏蘭巴托的烏蘭巴托成吉思汗國際機場。

## 歷史
- 2004年，蒙古新秀集团（英语：Newcom Group）進行了在蒙古國內成立新的航空公司的可行性研究；2006年1月，新秀集团正式成立了全資子公司伊斯尼斯航空，並由蒙古民航局（MCAA）[1]授予第11號航空運營人證書（AOC）；伊斯尼斯航空亦於同年於2006年12月6日投入服務[2]。
- 2014年5月22日，由於公司重組失敗[3]及受財政問題困擾[4]，伊斯尼斯航空宣佈即時停止運作。
- 2019年，伊斯尼斯航空宣佈於同年6月復飛。

## 機隊
截至2024年12月，伊斯尼斯航空的現役機隊如下：
現役機隊
| 機型        | 數量 | 載客量 | 載客量 | 備註                  |
| 機型        | 數量 | 經濟艙 | 總數   | 備註                  |
| ----------- | ---- | ------ | ------ | --------------------- |
| 波音737-700 | 1    | 142    | 142    | EI-GVW 租賃給和平航空 |

## 外部連結
- Eznis航空 （页面存档备份，存于）

1. ↑  .   [2020-09-29]. （原始内容存档于2012-10-07）.
2. ↑  . planespotters.net.   [March 26, 2012]. （原始内容存档于2012-09-20）.
3. ↑  .   [2019-05-30]. （原始内容存档于2014-05-25）.
4. ↑  .   [2014-05-22]. （原始内容存档于2014-05-22）.